# Wilhelm Miklas
Wilhelm Miklas (Krems an der Donau, 15 ottobre 1872 – Vienna, 20 marzo 1956) è stato un politico e insegnante austriaco.
Fu Presidente dell'Austria dal 10 dicembre 1928 al 13 marzo 1938, durante la Prima repubblica austriaca.

## Biografia
Laureato in Storia e Geografia, lavorò come insegnante di ginnasio e nel 1907 iniziò la sua carriera politica come deputato al Reichsrat (il Parlamento austriaco). Nel 1918 fu eletto al Nationalrat per il Partito Cristiano-sociale e fu poi sottosegretario di Stato per la Cultura (marzo 1919-novembre 1920) nel governo del cancelliere Karl Renner. Presidente del Nationalrat dal 1923 al 1928, fu eletto presidente federale il 10 dicembre 1928. Nel 1929 emendò la Costituzione aumentando i poteri del capo dello Stato, eletto a suffragio diretto di primo grado.
Per risolvere la sempre più violenta crisi della politica nazionale, affidò il governo al nazionalista cristiano-sociale Engelbert Dollfuß (1932-1934), che nel 1933 instaurò un regime autoritario (austrofascismo), e nel 1934 sciolse tutti i partiti tranne il Fronte Patriottico (Vaterländische Front) di estrema destra, promulgò una nuova Costituzione corporativa e confessionale e seguì una politica estera ostile al nazionalsocialismo tedesco appoggiandosi all'Italia fascista.
Ucciso Dollfuß in un fallito putsch nazionalsocialista, Miklas affidò il governo al cristiano-sociale Kurt von Schuschnigg (1934-1938), che però non riuscì a consolidare il regime causa l'avvicinamento dell'Italia alla Germania e il fallimento dell'iniziativa, pur intrapresa dallo stesso governo fascista italiano nel 1937, di dividere i nazisti austriaci da quelli filo-tedeschi, spingendo Schuschnigg ad associare i primi, nazionalisti e revanscisti, ma non favorevoli all'unione politica con la Germania, al suo governo: i nazionalsocialisti austriaci di osservanza hitleriana poterono così riprendere progressivamente terreno preparando l'Anschluss (annessione) alla Germania.
Schuschnigg, dietro pressioni tedesche, dovette accettare il nazionalsocialista Arthur Seyß-Inquart come ministro degli Interni (febbraio 1938). Il tentativo di indire un referendum sull'indipendenza dell'Austria lo mise di fronte all’ ultimatum di Adolf Hitler (11 marzo 1938), che lo costrinse a dimettersi, lasciando a Seyß-Inquart la formazione di un nuovo governo. Il 12 marzo i tedeschi invasero l'Austria, il 13 marzo Miklas fu deposto da Seyß-Inquart e un plebiscito confermò l'annessione dell'Austria alla Germania come Marca Orientale (Ostmark).